# صموئيل باركر (سياسي)
صموئيل باركر (بالإنجليزية: Samuel Parker)‏ هو سياسي أمريكي، ولد في 23 يونيو 1853 في الولايات المتحدة، وتوفي في 4 يوليو 1920 في الولايات المتحدة. حزبياً، نشط في الحزب الجمهوري.